# ハルトークスの拡張定理
数学の、特に多変数複素函数論において、ハルトークスの拡張定理（ハルトークスのかくちょうていり、英: Hartogs' extension theorem）とは、多変数正則函数の特異点に関する定理である。
この定理は、多変数正則関数の特異点の台がコンパクトにならないこと、つまりおおざっぱに言うと、特異点集合がある方向に「無限遠まで伸びる」ということを述べている。
より正確には、この定理は n > 1 個の複素変数をもつ解析函数に対して、その孤立特異点がつねに除去可能特異点であることを示している。
この定理の最初のバージョンは、フリードリヒ・ハルトークスにより証明され、「ハルトークスの補題」や「ハルトークスの原理」としても知られている。初期のソ連の文献では、 この定理はオズグッド・ブラウンの定理（Osgood-Brown theorem）とも呼ばれ、後のウィリアム・フォッグ・オズグッドとアーサー・バートン・ブラウンの仕事としても知られている。この多変数の正則函数の性質はハルトークス現象（Hartogs' phenomenon）とも呼ばれている。しかし、「ハルトークス現象」という表現は、偏微分方程式系や畳み込み作用素の解がハルトークス形式の定理を満たすという性質を表すことにも同様に使われる。

## 歴史的な話題
元々の証明は1906年にフリードリヒ・ハルトークスにより与えられ、コーシーの積分公式を多変数複素函数に適用して証明された。現在は、通常、ボホナー・マルティエリ・コッペルマンの公式か、コンパクトな台を持つ非同次コーシー・リーマンの方程式の解に依拠して証明される。コーシー・リーマンの方程式によるアプローチは、レオン・エーレンプライスが論文 (Ehrenpreis 1961) で導入した。もうひとつの非常に単純な証明は、ガエターノ・フィケラが論文 (Fichera 1957) で、多変数正則函数のディリクレ問題の解とCR関数に関連した概念を用いて与えた。後に、彼はこの定理を論文 (Fichera 1983) で偏微分方程式のあるクラスへ拡張し、さらにこのアイデアは、その後ギウリアーノ・バラッティ（Giuliano Bratti）により大きく拡張された。また、金子晃らの偏微分作用素の日本での研究も、この分野に大きく寄与している。彼らのアプローチは、エーレンプライスの基本原理を使うものである。

## ハルトークス現象
一変数で成立するが多変数では成り立たない現象をハルトークス現象（Hartogs' phenomenon）という。この現象は、このハルトークスの拡張定理や正則領域の考え方、ひいては多変数複素函数論の発展を導いた。
2変数の場合を例にとり、0 < ϵ < 1 として、二重円板 Δ2 ={ z ∈ ℤ; |z1| < 1 ,|z2| < 1 } の内部領域
{\displaystyle H_{\varepsilon }=\{z=(z_{1},z_{2})\in \Delta ^{2}:|z_{1}|<\varepsilon \ \ {\text{or}}\ \ 1-\varepsilon <|z_{2}|\}}
を考える。
定理 Hartogs (1906): Hϵ 上の任意の正則函数 f は Δ2 へ解析接続される。すなわち、Δ2 上の正則函数 F が存在し、Hϵ 上で F = fとなる。
実際、コーシーの積分公式を使い、拡張された函数 F を得ることができる。すべての正則函数は多重円板へ解析接続できて、多重円板はもとの正則函数が定義された領域よりも真に広くなる。このような現象は、一変数では決して起きない現象である。

## 次元 1 のときの反例
このハルトークスの拡張定理は n = 1 のときには成り立たない。次元 1 でこの定理が成り立たないことを示すには、函数 f(z) = z−1 を考えれば充分である。この函数は明らかに C\{0} の中では正則であるが、C 全体上の正則函数として連続ではない。このように一変数と多変数の函数論の間の差異が顕わになることこそ、ハルトークス現象の性質である。